# Karl Quanter

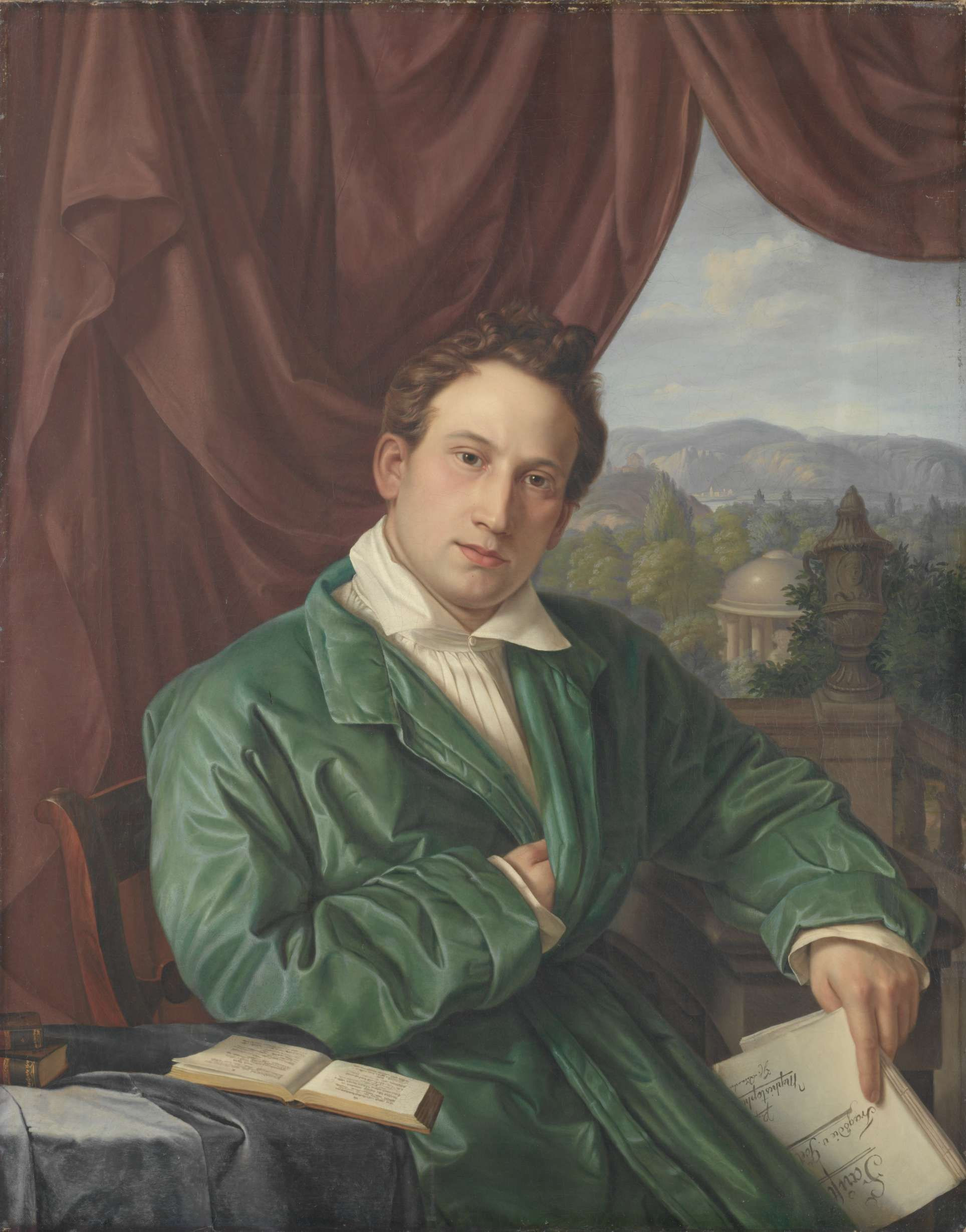
Karl August Ludwig Quanter, Porträt von Heinrich Ahrens (1805–1863)

Karl August Ludwig Quanter (* 8. Oktober 1805 in Berlin; † 29. Juni 1876 in Dresden) war ein deutscher Theaterschauspieler und -regisseur. 

## Leben
Die Armut seiner früh verwitweten Mutter hinderte ihn nicht, auf dem Gymnasium zum Grauen Kloster und dann auf der Universität seiner Vaterstadt zu studieren. Seinen Zweifeln, ob er sich der Mathematik oder dem Baufach widmen solle, machte der Enthusiasmus fürs Theater ein Ende. Er gab seine Studien wie seine Hauslehrertätigkeit auf, und nachdem er in der Privattheatergesellschaft „Urania“ sich vorgebildet hatte, begann er 1824 ein Wanderleben durch kleine Städte Pommerns, Posens und Westpreußens. In Posen, seiner ersten Station, spielte er unter den Holberg-Kotzebue’schen politischen Kannengießer, zu Anklam den „Wurm“ in „Kabale und Liebe“. Auch das Königsstädtische Theater in Berlin zählte ihn kurze Zeit zu den Seinen. Sichern Boden fand er zunächst 1827 im Stadttheater Magdeburg, wo er teilweise die Direktion und Regie führte. Hier heiratete er am 20. April 1829 die Soubrette Therese Dietrich († am 18. November 1833). Eine zweite Ehe schloss er am 20. April 1836 in Kassel, wo er von 1833 bis 1841 dem kurfürstlichen Hoftheater als erster Intrigant und Charakterdarsteller angehörte. Während seiner Kassler Zeit wurde seine Tochter Marie Quanter 1840 geboren. Verhandlungen mit dem Hoftheater zu Braunschweig scheiterten an der Unlust des hessischen Kurfürsten, diesen Künstler zu entlassen. 
Doch er konnte auch nicht verhindern, das Quanter als Nachfolger Ludwig Ferdinand Paulis nach Dresden ging.
Heftig beunruhigt wurde Quanter durch das verblüffende Erscheinen Bogumil Dawisons in Dresden. Dieser zeigte dem Publikum mit fortreißender Leidenschaft einen ganz andern Franz und Richard, und das Publikum ließ sich fortreißen. Quanter musste dem genialen Exzentriker eine Rolle nach der andern abgeben. Das verstimmte ihn tief und steigerte seine Kränklichkeit. Auch als Dawison längst wieder fort war, konnte Quanter seine alte Wirksamkeit nicht mehr ganz aufnehmen, und 1863 zog er sich, fast erblindet, ins Privatleben zurück. Auch hier traf ihn das Schicksal schwer: seine Frau litt jahrelang an schwerem Siechtum, sein jüngster Sohn fiel im amerikanischen Duell. 
Er war insgesamt 21 Jahre (1842 bis zu seiner Pensionierung 1863) beim königl. Hoftheater Dresden tätig.
Mit Franz von Dingelstedt, dem er von Jugend auf eng befreundet war, hat er jahrelang in regem Briefwechsel gestanden. Quanter genoss bis zu seinem Tode durch königliche Gunst eine wesentlich erhöhte Pension.